# Campionati mondiali di ginnastica ritmica sportiva 1989
I XIV Campionati mondiali di ginnastica ritmica sportiva si sono svolti a Sarajevo, in Jugoslavia, dal 27 settembre al 1º ottobre 1989.

## Risultati
| Evento                          | Oro | Argento                                                                                           | Bronzo                                                              |
| Individuale (cerchio)           | Bianka Panova Bulgaria / Oksana Skaldina Unione Sovietica / Oleksandra Tymošenko Unione Sovietica 10,000 | --                                                                                                | --                                                                  |
| Individuale (fune)              | Bianka Panova Bulgaria / Oksana Skaldina Unione Sovietica / Oleksandra Tymošenko Unione Sovietica 10,000 | --                                                                                                | --                                                                  |
| Individuale (nastro)            | Oksana Skaldina Unione Sovietica 10,000                                                                  | Oleksandra Tymošenko Unione Sovietica / Julija Bajčeva Bulgaria / Adriana Dunavska Bulgaria 9,900 | --                                                                  |
| Individuale (palla)             | Oleksandra Tymošenko Unione Sovietica 10,000                                                             | Adriana Dunavska Bulgaria / Bianka Panova Bulgaria / Oksana Kostina Unione Sovietica 9,900        | --                                                                  |
| Individuale (concorso completo) | Oleksandra Tymošenko Unione Sovietica 39,750                                                             | Bianka Panova Bulgaria 39,700                                                                     | Oksana Skaldina Unione Sovietica / Adriana Dunavska Bulgaria 39,600 |
| Gruppo (6 clavette)             | Bulgaria 39,100                                                                                          | Unione Sovietica 38,650                                                                           | Spagna 38,400                                                       |
| Gruppo (3 cerchi, 3 nastri)     | Unione Sovietica 39,000                                                                                  | Bulgaria 38,800                                                                                   | Spagna 38,300                                                       |
| Gruppo (concorso completo)      | Bulgaria 38,700                                                                                          | Unione Sovietica 38,450                                                                           | Spagna 38,250                                                       |
| Concorso a squadre              | Unione Sovietica / Bulgaria 118,550                                                                      | --                                                                                                | Spagna 113,850                                                      |

## Medagliere
| Pos. | Nazione          | Oro | Argento | Bronzo | Totale |
| 1    | Unione Sovietica | 9   | 4       | 1      | 14     |
| 2    | Bulgaria         | 5   | 6       | 1      | 12     |
| 3    | Spagna           | 0   | 0       | 4      | 4      |